# Enlace de Hopf

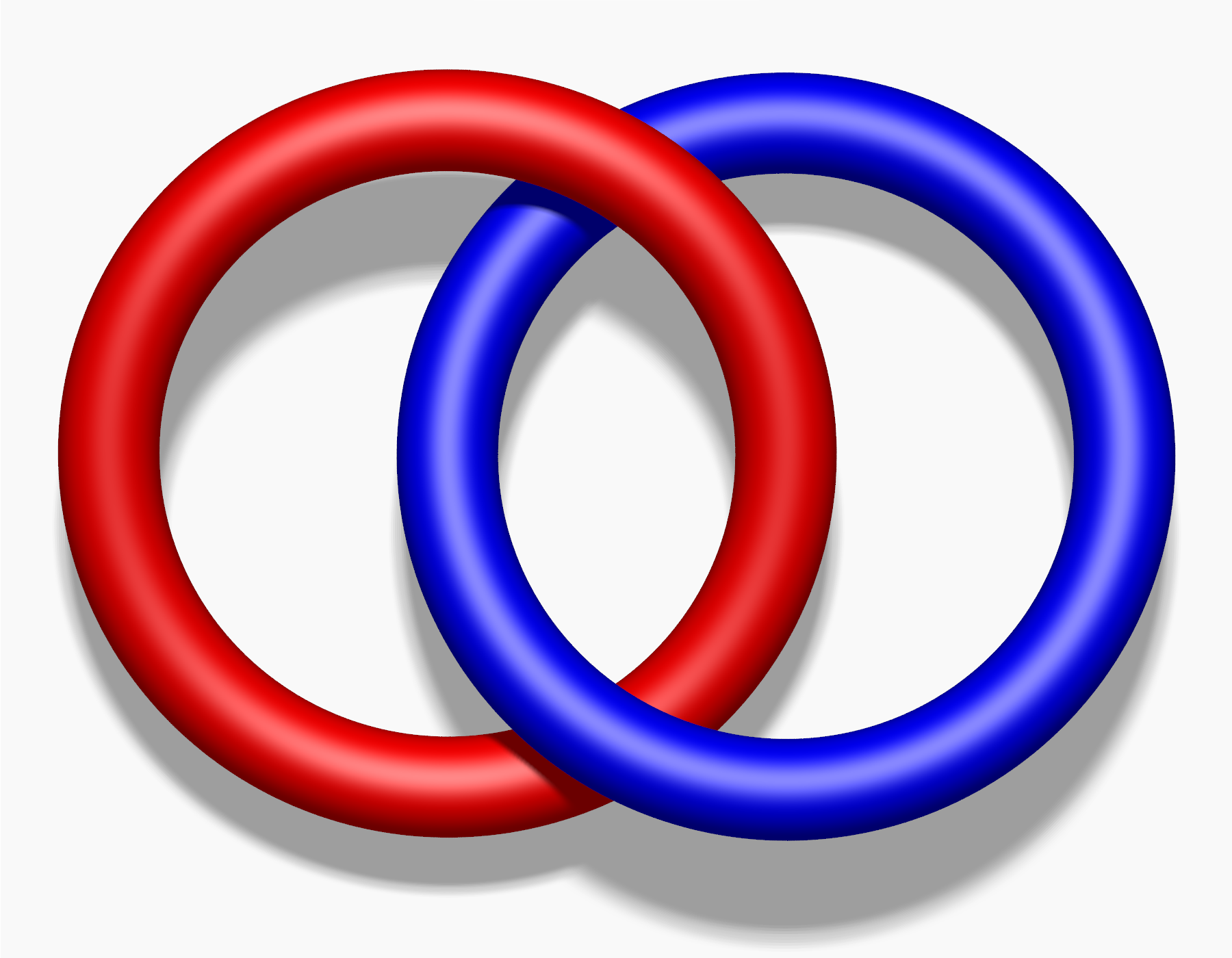
Enlace de Hopf

Na teoria dos nós, o enlace de Hopf é o mais simples dos enlaces não triviais com mais de uma componente. Ele consiste em dois círculos interligados exatamente uma vez, seu nome é dado em função do matemático alemão Heinz Hopf.

## Realizações geométricas
Um modelo concreto consiste de duas unidade de círculos em um plano perpendicular, cada um passando através do centro do outro. Este modelo minimiza o comprimento da corda do enlace e, até 2002, o enlace de Hopf era o único elo de ligação cujo comprimento minímo da corda era conhecido. A envoltória convexa dessas duas formas de círculos são chamadas de um Oloid.

## Propriedades
Dependendo das orientações relativas dos dois componentes, o número de enlaces,do Enlace de Hopf será ±1.
O enlace de Hopf é um (2,2)- no enlace toral com a trança palavra
O complemento de nó do enlace de Hopf é R × S1 × S1, o cilindro sobre um toro. Este espaço tem uma localidade na geometria euclidiana, de modo que uma ligação Hopf não seja um enlace hiperbólico. O grupo de nó do enlace Hopf(o grupo fundamental de seu complemento) é Z2 (o Grupo abeliano livre em dois geradores), distinguindo-o de um desvinculado par de loops que tem o grupo livre em dois geradores, como o seu grupo.
O enlace de Hopf não é tricolor. Isso é facilmente visto a partir do fato de que o enlace só pode assumir duas cores que o leva a falhar a segunda parte da definição de tri-coloração. Em cada cruzamento, terá um máximo de duas cores. Assim, se ele satisfaz a regra de ter mais de uma cor, falha na regra de ter uma ou três cores em cada cruzamento. Se ele satisfaz a regra de ter uma ou três cores em cada cruzamento, ele irá falhar a regra de ter mais de uma cor.

## Fibração de Hopf
A Fibração de Hopf é uma função contínua na 3-esfera (uma superfície tridimensional em quatro dimensões no espaço Euclidiano) para o mais familiar 2-esfera, com a propriedade que a imagem inversa de cada ponto na 2-esfera é um círculo. Assim, essas imagens decompõe a 3-esfera em uma contínua família de círculos, e
a cada dois distintos círculos formam um enlace de Hopf. Esta foi a motivação de Hopf para o estudo dos enlaces de Hopf: porque cada duas fibras são vinculadas, a Fibração de Hopf é uma fibração não trivial. Este exemplo começou de estudos de grupos de esferas homotópicas.

## História

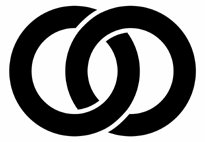

O enlace de Hopf é nomeado após o topólogo Heinz Hopf, considerar em 1931, como parte de sua pesquisa sobre a fibração Hopf. No Entanto, em matemática, ele era conhecido por Carl Friedrich Gauss antes do trabalho de Hopf. Ele também tem sido usado fora da matemática, por exemplo, como a crista de Buzan-ha, uma seita Budista Japonesa fundada no século XVI.